# Julija Wiktorowna Djomina
Julija Wiktorowna Djomina (russisch Юлия Викторовна Дёмина, beim Weltschachbund FIDE Julia Demina; * 3. Februar 1969 in Swerdlowsk) ist eine russische Schachspielerin. Seit 1991 trägt sie den Titel Großmeisterin der Frauen (WGM).

## Leben
Ihr Vater, ein Härter bei der Maschinenfabrik Uralmasch in Swerdlowsk, brachte Djomina das Schachspielen bei. Als Kind trainierte sie auch Eiskunstlauf und hatte die erste Kategorie. Im Schach wurde sie anfangs von Walentin Melnikowski und später von Michail Solowjow und Alexander Chassin betreut. Im Jahr 1981 gewann sie die russische Meisterschaft der weiblichen Jugend in Jelez. Nach drei Jahren teilte sie den dritten Platz mit Tamara Kogan beim Qualifikationsturnier zur Jugendweltmeisterschaft in Ternopil. Im Jahr 1985 siegte sie vor Swetlana Prudnikowa und Elena Sedina bei der sowjetischen Meisterschaft der weiblichen Jugend in Sotschi. Beim Tschigorin-Memorial 1987 in Sotschi wurde sie Erste vor Jelena Achmylowskaja. Im selben Jahr zog Djomina nach Nowosibirsk.
Im Jahr 1988 nahm sie als Ersatzspielerin für Nona Gaprindaschwili zum ersten Mal an der UdSSR-Frauenmeisterschaft teil. Die gleichzeitig als Zonenturnier ausgetragene Meisterschaft in Alma-Ata gewann sie mit 12 aus 17 Punkten. Beim Internationalen Schachfestival in Biel 1989 wurde sie Erste vor Marta Litinskaja und Alisa Marić im Frauen-Open. Im Jahr 1991 teilte Djomina den ersten Platz mit Litinskaja, Swetlana Matwejewa, Soja Popowa, Ainur Sofieva und Irina Tscheluschkina beim Zonenturnier in Leningrad. Im Jahr 1988 verlieh ihr die FIDE den Titel Internationale Meisterin der Frauen. 1991 wurde sie Großmeisterin der Frauen. Den Titel Internationaler Schiedsrichter trägt sie seit 2018.
1995 in Elista und 1999 in der Oblast Moskau holte sie das Gold bei der russischen Meisterschaft der Frauen. Beim Rudenko-Memorial 2008 in Sankt Petersburg teilte sie den 1.–3. Platz mit der Siegerin Walentina Solowjowa und Tatjana Moltschanowa.
Djomina nahm an drei Interzonenturnieren der Frauen teil. Ihr bestes Ergebnis war ein geteilter fünfter Platz im Genting Highlands Resort 1990. Bei der Schachweltmeisterschaft der Frauen 2000 in Neu-Delhi scheiterte sie in der dritten Runde an Peng Zhaoqin.
Ihre höchste Elo-Zahl betrug 2405 im Juli 1991.

## Mannschaftsschach
Mit der Mannschaft des Sibirischen Militärbezirkes gewann sie die Meisterschaft der sowjetischen Streitkräfte 1987 in Swerdlowsk und 1988 in Riga.
In den Jahren 1992 und 1998 (in der dritten Mannschaft) spielte sie mit russischen Mannschaften bei den Schacholympiaden der Frauen, 1992 und 1999 bei den europäischen Mannschaftsmeisterschaften der Frauen.
Dreimal gewann die damals in Sankt Petersburg lebende Djomina mit örtlichen Mannschaften die russische Mannschaftsmeisterschaft der Frauen in Sotschi: 2004 mit FINEC, 2008 mit FINEC-1 und 2010 mit der Schachföderation Sankt Petersburg.
Julia Djomina nahm zwischen 1996 und 2008 siebenmal am European Club Cup für Frauen teil. 1996 erreichte sie mit Empils aus Rostow am Don in Smederevska Palanka den dritten, 2004 mit FINEC in Izmir den zweiten Platz.

## Privates
Djomina war bis zu dessen Tod im Jahr 2023 mit dem Großmeister Marat Makarow verheiratet und hat mit ihm zwei Söhne.